# Ivan Berčić
Ivan Berčić ili Ivan Brčić (Zadar, 9. siječnja 1824. – Zadar, 24. svibnja 1870.) bio je hrvatski glagoljaš i filolog.

## Životopis
Gimnaziju je završio u Zadru. Teologiju je započeo u Zadru, a nastavio 1846. u Beču. Zbog nemira u Beču 1848. vraća se u Zadar, ne postigavši doktorat teologije. Obavlja različne dužnosti u biskupiji. Bio je kateheta i predavač hrvatskoga jezika u ženskim školama samostana Svete Marije. Godine 1855. postaje profesor staroslavenskog jezika i staroslavenske liturgike u zadarskom sjemeništu, a 1865. profesor Starog zavjeta i istočnih jezika. Godine 1867. izabran je za pravog člana JAZU. Berčićev filološki rad uklapa se u opća nastajanja narodnog preporoda u Dalmaciji, a usmjeren je prema obnovi slavenskog bogoslužja i istraživanju hrvatskoglagoljske baštine. Berčićeva glagoljska Chrestomathia (1859.) prvo je tiskano djelo 19. stoljeća u kojemu su uz oblu doneseni i tekstovi u hrvatskoj uglatoj glagoljici. Knjiga je bila namijenjena učenju staroslavenskog jezika u zadarskom sjemeništu pa su tekstovi misala iz 1741. i brevijara iz 1791. priređeni kao primjer jezika glagoljaških liturgijskih knjiga u obnovljenoj hrvatskoj redakciji, očišćenoj od rusizama. Drugo izdanje hrestomatije pod naslovom Čitanka staroslovenskoga jezika (objavljeno u Pragu 1864. godine), znatno je prošireno i preuređeno. Građa je podijeljena u tri dijela: bugarski razred (obla glagoljica), hrvatski razred (uglata rukopisna i tiskana glagoljica do Rafaela Levakovića) i ruski razred (rusificirana hrvatska izdanja od Levakovića do Mateja Karamana). U Dodatku su tiskani primjeri crkvenoslavenskih ćirilskih tekstova. Glagoljašima je namijenjen i Bukvar staroslovenskoga jezika (1862.). Tu je uz tradicionalni oblik bukvara dodao i upute za pravilno čitanje i rusificiranih tekstova misala i brevijara u skladu s hrvatskom redakcijom. Bukvar ima i dva litografirana dodatka: Glagolska rukopisna azbukva (pregled kurzivne glagoljice s primjerima) i Bosanska azbukva (pregled azbuke bosanske ćirilice s uputama za čitanje i primjerima). Iste godine priredio je i kratku staroslavensku gramatiku, ali ona nije tiskana. Pokušao je također sastaviti cjelokupnu Bibliju pod naslovom Ulomci Svetoga pisma obojega uvjeta na temelju hrvatskoglagoljskih liturgijskih spomenika. Za Berčićeva života izišla su četiri sveska, a jedan nakon njegove smrti (objavljen u Pragu 1864. –  1871.). Građu je uzimao iz različnih izvora, od najstarijih fragmenata do potpunih kodeksa i tiskanih knjiga, najvećim dijelom ipak iz prvotiska Misala po zakonu rimskog dvora iz 1483. godine i Brozićeva brevijara iz 1561. godine. Objavio je i raspravu o brojnoj vrijednosti slova ě u hrvatskoj glagoljici (Rad JAZU, 1868, 2), a poslije smrti tiskana je njegova radnja o dvjema službama rimskog obreda za svetkovinu Svetog Ćirila i Metoda (1870.) i o nekim staroslavenskim i hrvatskim knjigama (Rad JAZU, 1881, 59). Kad je Josipu Jurju Strossmayeru uspjelo da Rim dopusti novo, nerusificirano izdanje glagoljskih liturgijskih knjiga, prvenstveno misala, hrvatski su biskupi taj posao povjerili Berčiću kao najpozvanijem, a pomoćnik mu je imao biti Dragutin Antun Parčić, njegov suradnik u prikupljanju tekstova za izdanje Biblije. Berčićeva prerana smrt omela je ovo djelo za neko vrijeme, ali je posao dovršio Parčić izdanjem misala 1893. godine. Beričić je prikupljao i građu za povijest glagoljske liturgije (Historia slavicae liturgiae). Njegova je ostavština većim dijelom (među ostalim prikupljeni glagoljski rukopisi i nekoliko izdanja senjske glagoljske tiskare), dospjela u Sankt-Peterburg, gdje se i danas nalazi. Iako je Beričić kao filolog bio samouk, dostigao je visoku znanstvenu razinu te je već za života bio cijenjen. To pokazuje i njegov izbor u JAZU i sud njegovih suvremenika, npr. Vatroslava Jagića, koji ga je prozvao uskrisiteljem glagoljskih nauka u Dalmaciji. Osobito visoku ocjenu zaslužuje njegova Čitanka i vrlo praktičan Bukvar. Manje je bio uspješan u Ulomcima Svetoga pisma, zbog neujednačena izbora tekstova. Ipak, to se djelo ne smije smatrati završetkom rada na rekonstrukciji hrvatskoglagoljske Biblije nego predradnjom u vezi s obnovom hrvatske redakcije u liturgijskim knjigama. Premda se Berčićev udio u razvitku naše filologije cijeni, njegov rad nakon Jagićeva nekrologa nije iscrpnije obrađen.

## Djela
- Chrestomathia linguae veteroslavenicae charactere glagolitico e codicibus, codicum fragmentis et libris impressis. Prag 1859.
- Bukvar staroslovenskoga jezika glagolskimi pismeni za čitanje crkvenih knjig. Prag 1860.
- Čitanka staroslovenskog jezika. Prag 1864.
- Ulomci Svetoga pisma obojega uvjeta staroslavenskim jezikom, 1–5. Prag 1864. – 1871.
- Dvie službe rimskoga obreda za svetkovinu svetih Ćirila i Metoda. Zagreb 1870.